# Bethany Lutheran College
Bethany Lutheran College (BLC) es una universidad cristiana privada de artes liberales en Mankato, Minnesota. Fundado en 1927, BLC es operado por el Sínodo Evangélico Luterano. El campus tiene vistas al valle del río Minnesota en una comunidad de 53.000 habitantes

## Historia
abrió sus puertas en 1911 con 44 estudiantes y un cuerpo docente de cuatro personas. En 1927, el Sínodo Noruego de la Iglesia Evangélica Luterana estadounidense (ahora conocido como Sínodo Evangélico Luterano) compró el campus para uso dual como escuela secundaria (Bethany Lutheran High School; cerrada en 1969) y universidad (Bethany Lutheran College). En 1946, el Seminario Teológico Luterano Bethany (BLTS) comenzó como un departamento de la universidad y se convirtió en una institución separada en 1975.
En 2001, Bethany obtuvo su primera licenciatura, completando una transición de cinco años desde sus 74 años de historia como universidad júnior.

## Línea de tiempo
- 1911: Se abre Bethany Ladies College
- 1927: el Sínodo de Noruega compra la universidad
- 1946: Se abre el seminario
- 1969: cierra la escuela secundaria
- 1999: Comienzan los programas de Bachillerato
- 2001: Se conceden los primeros títulos de licenciatura
- 2019: primeros títulos de BSN otorgados

## Presidentes
- Holden Olsen (1927-1929)
- Walter E. Buszin (interino) (1929-1930)
- Sigurd Christian Ylvisaker (1930-1950)
- Bjarne Wollan Teigen (1950-1970)
- Raymond Branstad (1970-1977)
- Theodore A. Aaberg (1977-1978)
- Norman Holte (1978-1982)
- Marvin G. Meyer (1982-2002)
- Dan R. Bruss (2003-2015)
- Gene Pfeifer (2015-presente)

## Liderazgo
Bethany Lutheran College está gobernado por una Junta de Regentes de 12 miembros. El presidente de la universidad actúa como miembro asesor de esa junta.

## Académica
A partir de 2024, la universidad ofrecerá 30 especializaciones, 22 menores, una certificación de asistente legal y 7 programas preprofesionales. Todos sus programas de pregrado culminan con una Licenciatura en Artes, excepto el programa de enfermería, que conduce a una Licenciatura en Ciencias de Enfermería. En 2021, BLC comenzará a ofrecer un programa de posgrado en Consejería Clínica de Salud Mental. Según la universidad, los graduados de este programa de 60 créditos "son elegibles para convertirse en Consejeros Certificados Nacionales, Consejeros Profesionales Licenciados (LPC) y Consejeros Clínicos Profesionales Licenciados (LPCC)". Si bien este programa se basa en el Consejo de Acreditación de Consejería y Programas Educativos Relacionados, no está acreditado.

## Acreditación
Bethany Lutheran College ha sido acreditado por la Comisión de Estudios Superiores desde 1974. Su programa de enfermería ha sido acreditado por la Comisión de Educación Universitaria en Enfermería desde 2018. Los programas de licencia educativa de BLC están aprobados por la Junta de Normas y Licencias para Educadores Profesionales de Minnesota (PELSB).
Si bien el programa de Consejería Clínica de Salud Mental se basa en los estándares del Consejo de Acreditación de Consejería y Programas Educativos Relacionados, no está acreditado.

## Campus
Bethany Lutheran College se compone de 15 edificios. Las clases se llevan a cabo en cinco edificios: Meyer Hall, Honsey Hall, Tweit Hall, el centro deportivo y de fitness y el centro de bellas artes Ylvisaker. Muchos servicios para estudiantes se encuentran en Old Main, incluida la cafetería. Hay cuatro residencias independientes y los tres pisos superiores de Old Main albergan una residencia adicional (Anderson Hall). Además, el campus alberga una biblioteca, una capilla, el Centro de actividades Bethany y un edificio de avance.

## Vida residencial

### Requisito de residencia
Los estudiantes de tiempo completo deben vivir en el campus durante su primer año académico, a menos que vivan con sus padres cerca, estén casados, tengan hijos o tengan más de 20 años. El sesenta y cinco por ciento de todos los estudiantes viven en el campus.

### Salones de residencia
Las residencias universitarias de Bethany Lutheran College están separadas por género, con dos residencias para mujeres y tres para hombres. A los visitantes solo se les permite visitar los pasillos que albergan a estudiantes del sexo opuesto durante horas de visita específicas. Todas las residencias incluyen salones para estudiantes (incluidas cocinas en las residencias que no son apartamentos) e instalaciones de lavandería gratuitas. Todas las residencias cuentan con coordinadores de residencias que viven en las residencias, supervisan a los asistentes residentes de los estudiantes y brindan apoyo a los estudiantes.

### Residencias de mujeres
Anderson Hall alberga desde el primer año hasta el último año y consta de una variedad de diseños de dormitorios que albergan de uno a cuatro estudiantes. Edgewood Place alberga principalmente a mujeres de clase alta y consta de 16 apartamentos de dos y tres habitaciones, que albergan de tres a seis estudiantes cada uno. Estos apartamentos incluyen cocinas completas.

### Residencias para hombres
Teigan Hall y Gullixson Hall albergan a estudiantes de primer año a último año y constan principalmente de habitaciones individuales y dobles. Gullixson Hall también incluye seis apartamentos de un dormitorio que albergan a dos estudiantes de último año cada uno. Larson Hall consta de cinco apartamentos de tres habitaciones que albergan hasta seis hombres de clase alta. Los apartamentos Larson Hall cuentan con cocinas completas que incluyen microondas.

## Vida de estudiante

### Bellas Artes
BLC tiene tres coros, incluido un grupo de actuación de teatro lírico. Además, la escuela cuenta con una orquesta de cámara, dos bandas, un grupo de campanillas y un grupo de percusión dirigido por estudiantes. El Centro de Bellas Artes de Ylvisaker contiene una galería de arte que frecuentemente presenta el arte de los estudiantes, y hay estudios de pintura, dibujo, cerámica y desarrollo fotográfico en el campus. El centro de bellas artes es también la ubicación del teatro de la universidad, que presenta cuatro producciones cada año, incluido un espectáculo recurrente de estilo vodevil titulado "Theatre Physics" y un musical.

### Publicaciones
Bethany Lutheran College tiene un periódico estudiantil titulado The Scroll, un anuario producido por estudiantes titulado Fidelis y una revista literaria anual titulada Inkwell. The Scroll and Inkwell también se publican en línea. Bethany también produce una revista para ex alumnos titulada Bethany Magazine que se publica tres veces al año.

### Clubes y organizaciones
BLC tiene veinticuatro clubes y organizaciones estudiantiles, sin incluir sus actividades de bellas artes, atletismo o equipo de oratoria y debate. El equipo de discursos y debates de Bethany está designado como parte del Departamento de Comunicación, no como una organización dirigida por estudiantes.

### Prohibición LGBT
Bethany se reserva el derecho de la libertad religiosa de prohibir las relaciones entre personas del mismo sexo y la "promoción pública" de la homosexualidad en sus normas de conducta para los estudiantes. Esto es consistente con la interpretación del Sínodo Evangélico Luterano de las enseñanzas bíblicas sobre el tema.

## Atletismo
Los Vikings son miembros de la Conferencia Atlética del Medio Oeste Superior en la División III de la NCAA. La escuela ofrece los siguientes deportes: béisbol, baloncesto masculino y femenino, cross country masculino y femenino, golf masculino y femenino, fútbol masculino y femenino, sóftbol, tenis masculino y femenino, voleibol y atletismo masculino y femenino.
En 2020, los equipos de baloncesto masculino y femenino ganaron el Campeonato de la Conferencia UMAC. En el torneo de baloncesto masculino de la División III de la NCAA de 2020, el equipo masculino fue eliminado por la Universidad de Washington en St. Louis, 102-68. El equipo femenino entró en la primera ronda contra la Universidad Bethel, una universidad cinco veces más grande que Bethany Lutheran. En ese momento, ningún equipo de baloncesto de la UMAC había derrotado a una escuela MIAC más grande en los playoffs, pero los Vikings vencieron a Bethel 62-58. Continuaron jugando contra la Universidad de Wisconsin-Oshkosh, perdiendo 67-60.

## Deportes electrónicos
El equipo de deportes electrónicos Bethany Vikings se fundó en 2019 con el apoyo del exalumno de BLC y locutor de deportes electrónicos Erik "Doa" Lonnquist, quien también se desempeña como director de transmisión de deportes electrónicos de la universidad. Los jugadores compiten en League of Legends, Overwatch y Rocket League. En 2021, los Vikings ocuparon el puesto número uno en el ranking de poder de League of Legends de la Collegiate Star League (CSL) en la División 3 del Medio Oeste con un récord de 9-0.

## Clasificaciones
En 2022, BLC ocupó el décimo lugar a nivel nacional (el primero en Minnesota) en movilidad social de los graduados según el US News College Rankings en la categoría nacional de artes liberales.

## Graduados destacados
- 1949: Marvin Schwan, fundador de Schwan Food Company.[35]
- 1949 – Darold Treffert, psiquiatra e investigador
- 1983: Jeff Rohrman, centrocampista de fútbol estadounidense.
- 1997 – Brad Stromdahl, entrenador de béisbol universitario
- 2006 – Erik "DoA" Lonnquist, comentarista de deportes electrónicos.[36]